# Jesenice (Gorenjska)
Jesenice (Duits: Aßling) is een kleine stad met 13.429 inwoners gelegen in het uiterste noorden van Slovenië, tegen het Karawankengebergte. De gelijknamige gemeente, met 21.000 inwoners, vormt de toegangspoort tot het land vanwege de Karawankentunnel die het land met Oostenrijk verbindt.
Bezienswaardig is het Triglav Nationaal Park.
De vroegere ijshockeyclub HC Acroni Jesenice is met 23 titels recordkampioen van het voormalig Joegoslavië en na 1991 5 maal kampioen van Slovenië waaronder in 2005-2006. In 2012 ging de club failliet. Anze Kopitar, veruit de beste Sloveense ijshockeyspeler ooit, komt uit Jesenice.

## Plaatsen in de gemeente
Blejska Dobrava, Hrušica, Javorniški Rovt, Jesenice, Kočna, Koroška Bela, Lipce, Planina pod Golico, Plavški Rovt, Podkočna, Potoki, Prihodi, Slovenski Javornik
Bled · Bohinj · Cerklje na Gorenjskem · Gorenja vas-Poljane · Jesenice · Jezersko · Kranj · Kranjska Gora · Naklo · Preddvor · Radovljica · Šenčur · Škofja Loka · Tržič · Železniki · Žiri · Žirovnica